# الاستعمار الإسباني للأمريكيتين

مقاطعة تاج قشتالة الأيبيرية..
مقاطعة تاج قشتالة ما وراء البحار الشمالية (أسبانيا والفلبين الجديدة)
مقاطعة تاج قشتالة ما وراء البحار الجنوبية (بيرو وغرناطة الجديدة وريو دي لا بلاتا

بدأ التوسع الخارجي في ظل تاج قشتالة تحت السلطة الملكية، من قبل الكونكيستدور (الغزاة) الإسبان. إذ غَزوا الأمريكتين ودمجوهما بالإمبراطورية الإسبانية، باستثناء البرازيل وكندا والولايات المتحدة الشمالية الشرقية وعدة دول صغيرة أخرى في أمريكا الجنوبية ومنطقة البحر الكاريبي. أنشأ الملك هياكل مدنية ودينية لإدارة المنطقة. كانت الدوافع وراء هذا التوسع الاستعماري هي التجارة ونشر الدين المسيحي الكاثوليكي عبر تغيير ديانة السكان الأصليين.
بدءًا من وصول كريستوفر كولومبوس إلى الكاريبي عام 1492 واستمرار السيطرة على مساحة شاسعة لأكثر من ثلاثة قرون، توسعت الإمبراطورية الإسبانية في جميع أنحاء جزر الكاريبي ونصف أمريكا الجنوبية ومعظم أمريكا الوسطى ومعظم أمريكا الشمالية (بما في ذلك المنطقة التي تمثل المكسيك وفلوريدا في الوقت الحاضر والمناطق الساحلية جنوب غرب المحيط الهادئ في الولايات المتحدة). تشير التقديرات إلى أنه خلال الفترة الاستعمارية (1492-1832)، استقر 1.86 مليون إسباني في الأميركتين و3.5 مليون مهاجر آخر خلال فترة ما بعد الاستعمار (1850-1950)؛ التقدير هو 250,000 في القرن السادس عشر، والأكثر خلال القرن الثامن عشر حيث شجّعت أسرة بوربون الجديدة الناس على الهجرة. في المقابل، انخفض عدد السكان الأصليين بنسبة تقدر بنحو 80% في القرن الأول ونصف القرن بعد بداية رحلات كولومبوس، وذلك بسبب انتشار أمراض العالم القديم. وقيل إن هذا هو أول عمل واسع النطاق للإبادة الجماعية في العصر الحديث، على الرغم من وجود خلاف حول صحة هذا الادعاء بسبب إدخال المرض، والذي يعتبر ناتجًا عرضيًا للتبادل الكولومبي. كان الاختلاط العرقي عملية مركزية في الاستعمار الإسباني للأميركتين، وأدى في النهاية إلى خلق هوية أمريكا اللاتينية، التي تجمع بين الثقافات الإسبانية والأمريكية الأصلية. تمتعت إسبانيا بعصر ذهبي ثقافي في القرنين السادس عشر والسابع عشر، حيث مولت الفضة والذهب المستخرجة من المناجم الأمريكية بشكل متزايد سلسلة طويلة من الحروب في أوروبا وشمال إفريقيا. في أوائل القرن التاسع عشر، أسفرت حروب الاستقلال الإسبانية الأمريكية عن انفصال معظم المستعمرات الإسبانية في الأمريكيتين وما تلاها من بلقنة، باستثناء كوبا وبورتوريكو، اللتين جرى التخلي عنهما في عام 1898، بعد الحرب الإسبانية الأمريكية، معًا مع غوام والفلبين في المحيط الهادئ. أنهت خسارة إسبانيا السياسية لهذه المناطق عصر الحكم الإسباني في الأميركتين.

## الاحتلال
اتبع الملكان الكاثوليكيان إيزابيلا من قشتالة، ملكة قشتالة وزوجها الملك فرديناند، ملك أراغون، سياسة الحكم المشترك لممالكهما وأنشأوا ملكية إسبانية واحدة. ظلت المملكتان منفصلتين على الرغم من الحكم بشكل مشترك على قشتالة وأراغون. أعطى الملكان الكاثوليكيان موافقة رسمية لخطط البحار الجيني كريستوفر كولومبوس لرحلة للوصول إلى الهند عن طريق الإبحار غربًا. جاء التمويل من ملكة قشتالة، لذلك تدفقت الأرباح من البعثة الإسبانية إلى قشتالة. امتدادا لسياسات المملكة في بسط السيادة الإسبانية على أراضيها في الخارج، كانت سلطة حملات الاستكشاف والفتح والاستيطان موجودة في المملكة.

### جزر الهند الغربية
قام كولومبوس بأربع رحلات إلى جزر الهند الغربية إذ منح الملوك كولومبوس أحقية الحكم في الأراضي الجديدة، ومولوا المزيد من رحلاته العابرة للمحيط الأطلسي. أسس لا نافيداد في الجزيرة التي سميت فيما بعد هسبانيولا (مقسمة الآن إلى هايتي وجمهورية الدومينيكان) في رحلته الأولى.
بدأت مدينة إيزابيلا في عام 1493 بعد تدميرها من قبل شعب تاينو الأصلي، في رحلته الثانية.
في عام 1496 أسس شقيقه، بارثولوميو، سانتو دومينغو.
بحلول عام 1500، على الرغم من ارتفاع معدل الوفيات، كان هناك ما بين 300 و 1000 مستوطن في المنطقة. استمر سكان تاينو المحليين في المقاومة، ورفضوا زراعة المحاصيل وتخلوا عن قراهم التي احتلتها إسبانيا. تبع استكشاف الأرض الرئيسية رحلة استكشافية داخلية للأرض وغزوها.
في عام 1500، أُنشئت مدينة نويفا قادس في جزيرة كيوباجوا، في فنزويلا، وتلاها تأسيس سانتا كروز على يد الونسو دي اوجيدا في شبه جزيرة غواخيرا الحالية. كانت كومانا في فنزويلا أول مستوطنة دائمة أسسها الأوروبيون في الأرض الرئيسية للأمريكتين، في عام 1501 من قبل الرهبان الفرنسيسكان، ولكن بسبب هجمات السكان الأصليين الناجحة، كان لا بد من إعادة تأسيسها عدة مرات، حتى تأسست دييغو هيرنانديز دي سيربا في 1569. أسس الإسبان سان سيباستيان دي أورابا في عام 1509 لكنها أُخليت في غضون عام. هناك أدلة غير مباشرة على أن أول مستوطنة إسبانية دائمة في الأرض الرئيسية من الأمريكتين كانت سانتا ماريا لا أنتيغوا ديل دارين.

### المكسيك
بكلماتٍ أدق، الغزو الإسباني للمكسيك هو الغزو الإسباني لإمبراطورية الأزتك (1519–2121) التي كانت قاعدة الغزوات اللاحقة للمناطق الأخرى. كانت الغزوات التالية حملات طويلة مع نتائج أقل إثارة من غزو إمبراطورية الأزتك. توسعت قبضة إسبانيا على الأراضي بعد الغزو الإسباني ليوكاتان، والغزو الإسباني لغواتيمالا، وحرب غرب المكسيك، وحرب تشيشيميكا في شمال المكسيك. كان للغزو الإسباني لبيرو وعلى إمبراطورية الإنكا في 1532 أهمية مساوية النصر على الأزتك.
قاد هيرنان كورتيس الغزو الإسباني لإمبراطورية الأزتك. كان الانتصار على الأزتيك سريعًا نسبيًا، من 1519 إلى 1521، وساعده تلاكسكالا وحلفاؤه الآخرون من دول المدن الأصلية أو التبتل. تحالفوا معه ضد إمبراطورية الأزتك، والتي أشادوا بها بعد الغزو أو التهديد بالغزو، وتركوا التسلسل الهرمي السياسي للدولة والبنية الاجتماعية من دون تغيير.
استغرق الغزو الإسباني ليوكاتان وقتًا أطول بكثير، من 1551 إلى 1697، ضد شعوب المايا في شبه جزيرة يوكاتان بالمكسيك الحالية وشمال أمريكا الوسطى. كان نزول هرنان كورتيز على الشاطئ فيما يعرف حاليًا بفيراكروز وتأسيس المدينة الإسبانية هناك في 22 أبريل 1519 بداية 300 سنة من الهيمنة الإسبانية على المنطقة. استغرق تأكيد السيطرة الملكية على مملكة إسبانيا الجديدة والغزاة الإسبان الأوائل أكثر من عقد من الزمان، استحقت المنطقة لأهميتها إنشاء الوصاية عليها. أسسها تشارلز الخامس في 1535، وكان أول نائب للملك دون أنطونيو دي ميندوزا.
استعمرت إسبانيا وسيطرت على ألتا كاليفورنيا من خلال البعثات الإسبانية في كاليفورنيا حتى قانون العلمنة المكسيكي لعام 1833.

### بيرو
في عام 1532 في معركة كاخاماركا، نصب مجموعة من الإسبان بقيادة فرانسيسكو بيزارو وحلفاءه الأصليين من الهنود الأنديز الأصليين كمينًا للقبض على إمبراطور الإنكا آتاهوالبا واعتقلوه. كانت هذه هي الخطوة الأولى من حملة طويلة استغرقت عقودًا من القتال لإخضاع الإمبراطورية الأقوى في الأمريكتين. في السنوات التالية مددت إسبانيا حكمها على حضارة إمبراطورية الإنكا.
استفاد الإسبان من الحرب الأهلية الأخيرة بين فصيلتي الأخوين الإمبراطور آتاهوالبا وهواسكار، وعداء الشعوب الأصلية التي أخضعتها الإنكا، مثل هوانكاس، تشاشابوياس، وكاناريس. في السنوات التي تلتها سيطر الغزاة والحلفاء من الأقوام الأصليين على منطقة الأنديز الكبرى. جرى تأسيس وصاية على العرش في بيرو في عام 1542. غزا الإسبان آخر معاقل الإنكا في عام 1572.
كانت بيرو آخر أراضي القارة الباقية تحت الاحتلال الإسباني، والذي انتهى في 9 ديسمبر 1824 في معركة أياكوتشو (استمر الحكم الإسباني حتى عام 1898 في كوبا وبورتوريكو).

### ريو دي لا بلاتا وباراجواي
وصل المستكشفون الأوروبيون إلى ريو دي لا بلاتا في عام 1516. وكان حصن سانكتي سبيريتو أول مستوطنة إسبانية في هذه المنطقة وأنشئ عام 1527 بجوار نهر بارانا. تأسست بوينس آيرس، مستعمرة دائمة، في عام 1536 وفي عام 1537 تأسست أسونسيون في المنطقة التي أصبحت الآن باراغواي. تعرضت بوينس آيرس لهجمات من قبل الشعوب الأصلية التي أجبرت المستوطنين على الفرار، وفي عام 1541 جرى التخلي عن الموقع. أنشأ خوان دي غاراي مستوطنة ثانية (ودائمة) في عام 1580، الذي وصل بالإبحار عبر نهر بارانا من أسونسيون (عاصمة باراجواي الآن). أطلق عليها اسم مستوطنة «سانتيسيما ترينيداد» وأصبح ميناءها «بويرتو دي سانتا ماريا دي لوس بوينس آيرس».  أصبحت المدينة عاصمة لمحافظة ريو دي لا بلاتا، وفي عام 1776 م، أصبحت عاصمة الوصي الجديد لريو دي لا بلاتا.

## الحكم المدني
كانت الإمبراطورية في جزر الهند مملكة تابعة لمملكة قشتالة وحدها أُنشئت حديثًا، لذلك لم تتعرض سلطة التاج لأي معوقات بسبب أي برلمان موجود أو مؤسسة إدارية أو كنيسة أو مجموعة إقطاعية. سعى التاج إلى فرض السيطرة والحفاظ على ممتلكاته الخارجية من خلال البيروقراطية الهرمية المعقدة والتي كانت في كثير من الأحيان لا مركزية. يؤكد التاج على السلطة وسيادة الإقليم والأتباع الذين طالب بهم وجمع الضرائب والحفاظ على النظام العام وإقامة العدل ووضع سياسات لحكم الأعداد الكبيرة من السكان الأصليين. وجدت العديد من المؤسسات التي أُنشئت في قشتالة التعبير عن نفسها في جزر الهند من الفترة الاستعمارية المبكرة. توسعت الجامعات الإسبانية لتدريب المحاميين- البيروقراطيين على المواقف الإدارية في اسبانيا وإمبراطورتها الخارجية.
شهدت أسرة هابسبورغ في نهايتها عام 1700، إصلاحات إدارية (رئيسية في القرن الثامن عشر تحت ملكية بوربون، بدءًا من أول حاكم من بوربون فيليب الخامس (حكمه 1700- 1746)، ووصلت إلى أوجها في عهد تشارلز الثالث (حكمه 1759- 1788). تُسمى إعادة تنظيم الإدارة، «ثورة في الحكومة». سعت الإصلاحات إلى تركيز السيطرة الحكومية من خلال إعادة تنظيم الإدارة وإعادة تنشيط اقتصاد اسبانيا والإمبراطورية الاسبانية من خلال التغييرات في السياسات التجارية والمالية والدفاع عن المستعمرات الاسبانية والمطالبات الإقليمية من خلال إنشاء جيش دائم وتقويض سلطة الكنيسة الكاثوليكية وكبح سلطة النخب الأمريكية المولودة.

### المؤسسات المبكرة في الحكم
اعتمد التاج على الكنسيين كمستشارين مهمين ومسؤولين ملكيين في حكم أراضيهم الخارجية. كلف رئيس الأساقفة خوان رودريغيز الذي تعترف أمامه الملكة إيزابيلا، بكبح استقلال كولومبوس. أثر بشدة على صياغة السياسة الاستعمارية تحت حكم الملوك الكاثوليك وقد ساهم في إنشاء (دار التجارة) (1503)، مما مكن التاج من السيطرة على التجارة والهجرة. جهز أوفاندو رحلة ماجلان للإبحار وأصبح أول رئيس لمجلس الجزر الهندية في عام 1524. عمل الكنسيون أيضًا في الخارج خلال وقت مبكر من فترة الكاريبي، وخاصة فري نيكولاس دي أوفاندو الذي أُرسل للتحقيق في إدارة فرانسيسكو دي بوباديلا، الذي عينه الحاكم للحاق بكريستوفر كولومبوس. خدم الكنسيون في وقت لاحق كنواب مؤقتين ومفتشين عامين (زائرين) وغير ذلك من المناصب الرفيعة.

### دار التجارة
بسط التاج سيطرته على التجارة والهجرة إلى الجزر الهندية مع إنشاء دار التجارة في عام 1503 في إشبيلية. سُجلت السفن والبضائع وفُحص المهاجرون لمنع أي شخص لا ينتمي للتراث المسيحي القديم (أي لا يمتلك سلف يهودي أو مسلم) من الهجرة، وسُهلت هجرة العائلات والنساء. تولى دار التجارة بالإضافة إلى ذلك مسؤولية المنظمة المالية والتنظيم والرقابة القضائية على التجارة مع جزر الهند.

### تأكيد السيطرة الملكية في منطقة الكاريبي في وقت مبكر
أدت سياسة السلطة الملكية لمعارضة كولومبوس إلى قمع امتيازاته وإنشاء حكم إقليمي تحت السلطة الملكية. كانت هذه المحافظات التي سُميت أيضًا بالمقاطعات، أساس الحكومة الإقليمية لجزر الهند وقد نشأت مع غزو الأراضي واستعمارها. لتنفيذ الحملة التي كان هدفها الاستكشاف والغزو والاستيطان الأولي للإقليم، وافق الملك بصفته صاحب السيادة والقائد المعين للحملة على عقد مفصل مع تفاصيل شروط الحملة في إقليم معين. تحمل قادة البعثات نفقات المشروع بشكل فردي، وحصلوا في المقابل على منحة من حكومة الأراضي المحتلة، وتلقوا إضافة إلى ذلك، تعليمات بشأن معاملة الشعوب الأصلية.
بعد انتهاء فترة الفتوحات، كان من الضروري إدارة أراضي واسعة ومختلفة باستخدام البيروقراطية القوية. في مواجهة استحالة المؤسسات القشتالية لرعاية شؤون العالم الجديد، أنشئت مؤسسات جديدة أخرى.
كان الكيان السياسي الأساسي هو المحافظة أو المقاطعة. مارس الحكام الوظائف العادية من الدرجة الأولى، وصلاحيات الحكومة التشريعية عن طريق المراسيم. يمكن أن ينضم إلى هذه المهام السياسية للحاكم، مهام عسكرية وفقًا للمتطلبات العسكرية فتصبح رتبته بذلك قائدًا عامًا. كان مكتب القائد العام المعني أن يكون قائدًا عسكريًا على المنطقة بأكملها، مسؤولًا عن تجنيد القوات وتوفيرها وتحصين الإقليم وتزويده بالإمدادات وبناء السفن.
كان للمقاطعات في الإمبراطورية الاسبانية خزينة ملكية تسيطر عليها مجموعة من الأصول الفرعية (المسؤولون الملكيون). شملت مناصب المسؤولين الملكيين أربعة مناصب: (أمين الصندوق) المسؤول عن حراسة المال وتقديم المدفوعات، و(المحاسب أو المراقب المالي) الذي يسجل الدخل والمدفوعات ويحافظ على السجلات والتعليمات الملكية، و(العامل) الذي يحرس الأسلحة واللوازم التي تخص الملك ويتصرف بالجزية التي تُجمع من المقاطعات، و(المشرف) الذي كان مسؤولًا عن الاتصالات مع السكان الأصليين في المقاطعة، وعن جمع حصة الملك من الغنيمة بعد أي حرب. يعين الملك مسؤولي الخزانة، الذين كانوا مستقلين إلى حد كبير عن سلطة المحافظ. تقاضى مسؤولو الخزانة رواتبهم من المقاطعة وكانوا عادة محظورين عن الانخراط في أنشطة تساهم في دخل شخصي لهم.
كان للوحدات الحكومية في الإمبراطورية الاسبانية بدءًا من عام 1522 في المكسيك المحتلة حديثًا، خزانة ملكية تسيطر عليها مجموعة من المسؤولين الملكيين. كان هناك أيضًا خزانة فرعية في الموانئ الهامة ومناطق المناجم. حاز مسؤولو الخزانة الملكية في كل مستوى من الحكومة على اثنين أو أربعة من المناصب هي: (أمين الصندوق) وهو المسؤول الكبير الذي يتولى حراسة المال ويقدم المدفوعات، و(المحاسب أو المراقب المالي) الذي يسجل الدخل والدفوعات ويحافظ على السجلات ويفسر التعليمات الملكية، و(العامل) الذي يعمل على حراسة الأسلحة واللوازم التي تنتمي للملك ويتصرف بالجزية التي يجمعها من المقاطعات، و(المشرف) الذي كان مسؤولًا عن الاتصالات مع السكان الأصليين في المقاطعة وعن جمع حصة الملك من أي غنيمة حرب. سرعان ما اختفت مهام المشرف في معظم الولايات القضائية وأصبحت من مسؤوليات العامل. اعتمادًا على الظروف في الولاية القضائية، غالبًا ما استُبعد منصب العامل أيضًا.